# Cryptanthus tiradentesensis
Cryptanthus tiradentesensis är en gräsväxtart som beskrevs av Elton Martinez Carvalho Leme. Cryptanthus tiradentesensis ingår i släktet Cryptanthus, och familjen Bromeliaceae. Inga underarter finns listade i Catalogue of Life.